# 诺伊豪斯 (克恩顿州)
诺伊豪斯是奥地利克恩顿州弗尔克马克特县的一个市镇。总面积36.33平方公里，总人口1177人，人口密度32.4人/平方公里（2005年）。